# Takashima Yajūrō
Takashima Yajūrō (japanisch 高島 野十郎; * 1890 in der ehemaligen Gemeinde Aikawa, heute Kurume, Präfektur Fukuoka; † 1975 in Noda, Präfektur Chiba) war ein japanischer Maler, bekannt für seine realistischen Gemälde, die sich häufig mit Natur- und Stilllebenmotiven befassten. Sein Geburtsname war Takashima Yaju (髙嶋彌壽).

## Leben
Nach seiner Schulzeit in Fukuoka studierte er an der Landwirtschaftlichen Fakultät der Kaiserlichen Universität Tokio, wo er 1916 sein Studium der Fischereiwissenschaften mit Bestnoten abschloss. Dennoch entschied er sich, seiner Leidenschaft für die Malerei nachzugehen, die er unabhängig von künstlerischen Gruppen oder Bewegungen verfolgte. Seine erste Einzelausstellung hatte Yajūrō Takashima 1921 in Akasaka, Tokio. In den 1920er Jahren schloss er sich der „Kuro-ushi-kai“ (Gruppe des Schwarzen Büffels) an, einer Gruppe für westliche Malerei, blieb aber weitgehend unabhängig. Von 1930 bis 1933 lebte und arbeitete Takashima Yajūrō in den USA und in Europa, wo er seine Kunst weiterentwickelte. Nach seiner Rückkehr ließ er sich zunächst in Fukuoka, dann in Tokio und schließlich in Chiba nieder, wo er der Hektik der Großstadt zu entfliehen suchte.
Seine Werke zeichnen sich durch Detailgenauigkeit und intensive Licht- und Schatteneffekte aus, die von den europäischen Realisten und der japanischen Ästhetik inspiriert sind. Takashima Yajūrō blieb der realistischen Malerei stets treu und weigerte sich, den zeitgenössischen Trends zu folgen. In den letzten Jahren seines Lebens zog er sich zurück und lebte in Chiba, wo er 1975 an Herzversagen starb. Takashima Yajūrōs Werk wurde posthum in mehreren Retrospektiven gewürdigt, darunter die Ausstellung „Takashima Yajūrō: Rückkehr in die Heimat“ im Ishibashi Kunstmuseum in Kurume (2011) sowie eine Ausstellung zu seinem 130. Geburtstag (2021). Zahlreiche seiner Werke befinden sich im Fukuoka Prefectural Museum of Art und im Mitaka City Art Museum.
Yajūrō Takashima wird heute als ein einzigartiger Künstler des japanischen Modernismus geschätzt. Sein Werk zeigt eine tiefe Verbindung zwischen Tradition und Innovation und reflektiert seine persönliche Suche nach spiritueller und künstlerischer Reinheit.

## Ausgewählte Werke
- „Kerze“ (蝋燭): Ein Stillleben mit einem markanten Lichtspiel, Jahr unbekannt.
- „Mohnblume“ (けし): Öl auf Leinwand, 1925, ein Werk, das die Schönheit der Natur einfängt.
- „Grüne Äpfel“: 1936 entstanden, eine  Komposition von Farbnuancen und Texturen.